# Centrale solaire de Mojave
La centrale solaire de Mojave (Mojave Solar Generating Station) est une centrale solaire thermodynamique dans le désert des Mojaves, en Californie, environ 32 km au nord-ouest de Barstow, aux alentours du hameau de Lockhart ; elle est voisine du lac Harper Lake et de la centrale solaire Solar Energy Generating Systems, la plus grande du monde. Sa puissance est de 250 MW et elle a été inaugurée le 13 février 2014. Elle a été construite par la compagnie espagnole Abengoa Solar et sa production devrait suffire à alimenter 60 200 foyers tout en évitant l'émission d'environ 393 000 tonnes de CO2.

## Description

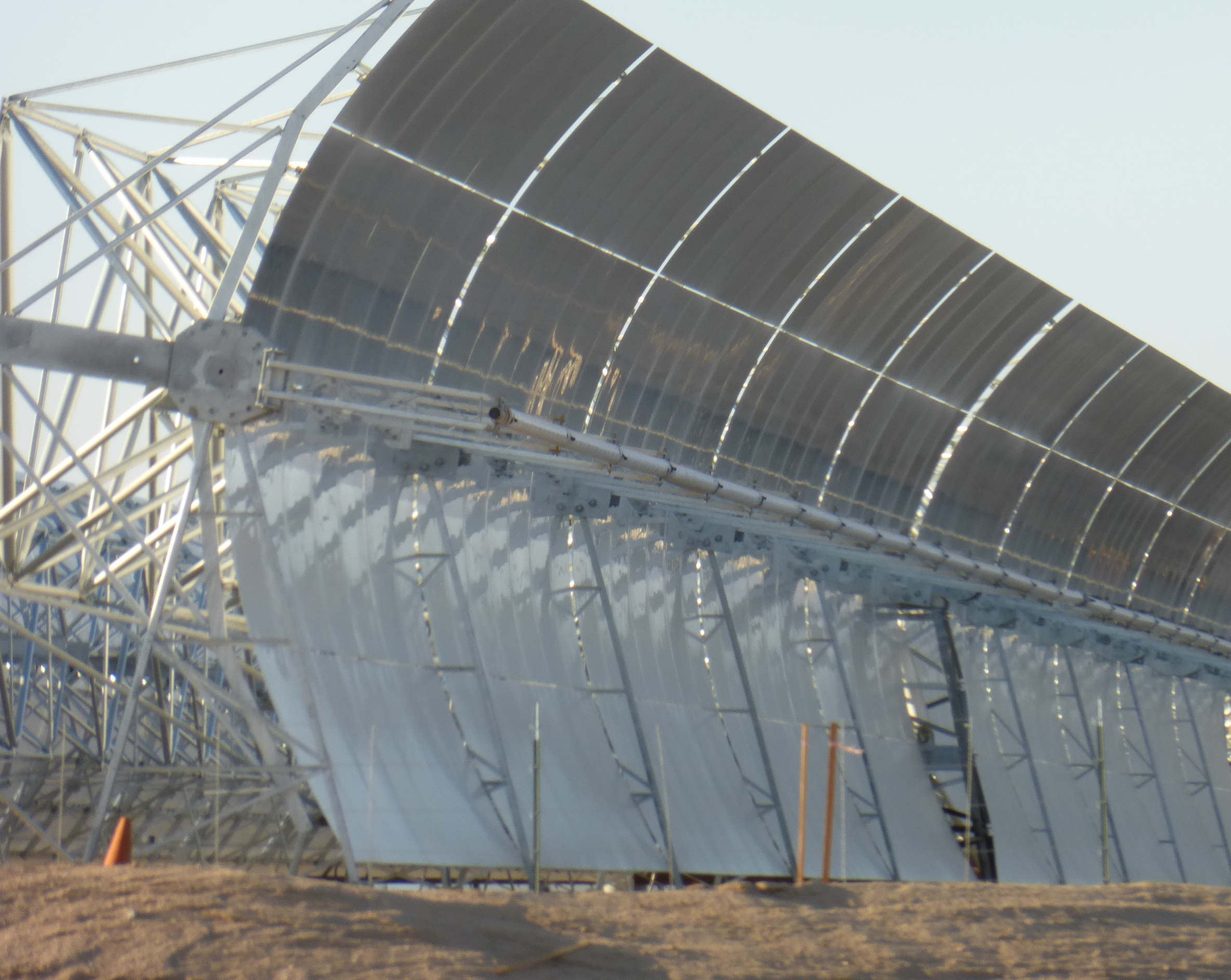
Miroirs cylindro-paraboliques utilisés dans la centrale solaire de Mojave à Lockhart près de Harper Lake en Californie.

La centrale emploiera une technologie propriétaire de centrale solaire thermodynamique à miroirs cylindro-paraboliques développée par Abengoa Solar.
La centrale solaire thermodynamique d'une puissance nominale nette de 250 MW (280 MW bruts) produit de la vapeur dans des générateurs de vapeur tubulaires chauffés par les rayons du soleil concentrés par les miroirs cylindro-paraboliques ; cette vapeur se détend dans une turbine à vapeur pour produire de l'électricité. Les miroirs solaires sont répartis en deux champs pouvant fonctionner indépendamment, chacun alimentant un générateur de 125 MW. Les prévisions étaient de produire annuellement 617 000 MWh d'électricité, pouvant alimenter plus de 88 000 foyers et évitant l'émission de plus de 430 kilotonnes de CO2 par an.

### Stockage de chaleur
Cette centrale, contrairement à celle de Solana en Arizona, n'a pas de capacité de stockage.

## Aspects économiques
Le coût de construction de la centrale est estimé à 1,6 milliard de U.S.$ au total. Le développeur, Abengoa Solar, a réussi à obtenir de l'État fédéral une garantie de prêt de 1,2 milliard de U.S.$ pour le projet,.
Pacific Gas & Electric a signé avec Abengoa Solar un contrat d'achat d'énergie de 25 ans pour l'ensemble de la production de la centrale.

### Sources
- (en) Cet article est partiellement ou en totalité issu de l’article de Wikipédia en anglais intitulé « Mojave Solar Project » (voir la liste des auteurs).